# John Stainer

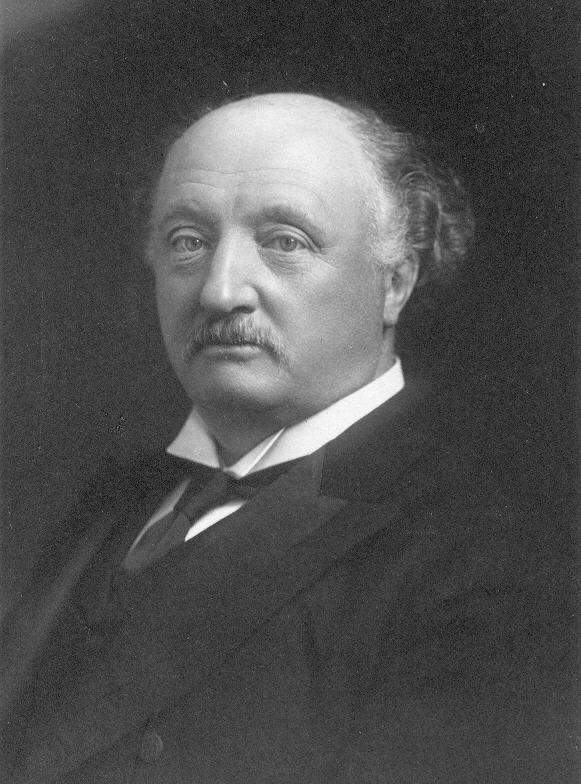
John Stainer

John Stainer (Londen, 6 juni 1840 - Verona, 31 maart 1901) was een Engelse componist en organist. Zijn muziek was tijdens zijn leven erg populair, maar vandaag de dag een stuk minder. Zijn werk als koordirigent en organist was heel belangrijk voor de Anglicaanse kerkmuziek en heeft nog steeds invloed. Hij was ook vanaf 1889 hoogleraar muziek in Oxford. 

## Levensloop
Stainer werd geboren in Southwark, Londen op 6 juni 1840. Als zevenjarige jongen zong hij in het koor van St Paul's Cathedral in Londen. Op zijn 16e werd hij benoemd tot organist van St. Michael's College in Tenbury.
In 1860 werd hij organist van Magdalen College in Oxford. Daar studeerde hij muziek en in 1864 studeerde hij er af. In 1872 volgde hij zijn leermeester John Goss (1800-1880) op als organist van St. Paul's Cathedral waardoor hij terugkwam in de kerk waar hij als koorknaap was begonnen.
In 1889 werd hij hoogleraar in de muziek aan Universiteit van Oxford. Hij leidde onderzoek naar vroege muziek, met name het werk van Guillaume Dufay, toen amper bekend. In 1866 was hij oprichter van de Oxford Philharmonic Society. In 1876 werd hij organist en in 1881 directeur van de National Training School of Music. Als dankbetuiging voor zijn bijdrage aan de Britse muziek werd hij in 1888 geridderd door koningin Victoria en sindsdien mag hij als sir benoemd worden. 
Stainer overleed in Italië aan een hartstilstand. Hij werd begraven op 6 april bij St. Cross Church in Oxford en de straten waren vol met rouwende mensen.

## Belangrijke werken
Stainer schreef veel kerkmuziek, waaronder het oratorium The Crucifixion (1887), the Sevenfold Amen, en vele hymnen, waarvan de twee meest bekende uit The Crucifixion afkomstig zijn ("Cross of Jesus" en "All for Jesus"), en verder nog "Love Divine".
Zijn composities verloren na zijn dood veel aanzien. The Crucifixion is een van de weinige stukken dat nog wordt uitgevoerd. Het stuk wordt met name in Engeland in de lijdensweek uitgevoerd, maar ook in Nederland behoort het tot het repertoire van verschillende koren. Een aantal van zijn bekendste werken werden ook bewerkt voor harmonieorkest en brassband, zoals King Ever Glorious uit "The Crucifixion", bewerkt door L. B. Smith; Fantasia, bewerkt door M. Gardner; Fughetta, bewerkt door C. Richter; Love Divine, bewerkt door Jan de Haan en Processional to Calvary, bewerkt door M. White. Stainer leverde ook een blijvende bijdrage aan kerstmuziek met zijn verzameling Christmas Carols New and Old (1871), die erg van belang was voor het herleven van de Christmas carol. De zettingen uit dit boek werden de standaardzettingen van "What Child Is This", "God Rest Ye Merry Gentlemen", "Good King Wenceslas", "The First Nowell", and "I Saw Three Ships" en andere carols.
- Bibsys: 90264935
- Biblioteca Nacional de España: XX4579958
- Bibliothèque nationale de France: cb148278263 (data)
- Gemeinsame Normdatei: 117205923
- International Standard Name Identifier: 0000 0001 1642 0649
- Library of Congress Control Number: n82052302
- Nationale Bibliotheek van Letland: 000081360
- MusicBrainz: 476108c0-8a52-4cef-b319-d6054274635b
- Bibliotheek van het Japanse parlement: 01065053
- Nationale Bibliotheek van Tsjechië: xx0015502
- Nationale bibliotheek van Australië: 35519246
- Nationale Bibliotheek van Israël: 987007276725805171
- Nationale en Universitaire bibliotheek Zagreb: 000063192
- Nederlandse Thesaurus van Auteursnamen: 097267171
- Istituto Centrale per il Catalogo Unico: DDSV038381
- LIBRIS: 295093
- SNAC: w6n308m4
- Système universitaire de documentation: 119540150
- Trove: 982355
- Virtual International Authority File: 51878988
- WorldCat: E39PBJd3Rc6HxKR88cVXTwb8G3